# STS-101
STS-101 est la vingt-et-unième mission de la Navette spatiale Atlantis et la troisième mission vers la Station spatiale internationale (ISS).

## Équipage
- James D. Halsell, Jr. (5), commandant  États-Unis
- Scott J. Horowitz (3), pilote  États-Unis
- Mary E. Weber (2), spécialiste de mission  États-Unis
- Jeffrey N. Williams (1), spécialiste de mission  États-Unis
- James S. Voss (4), spécialiste de mission  États-Unis
- Susan J. Helms (4), spécialiste de mission  États-Unis
- Yury V. Usachev (3), spécialiste de mission  Russie du RSA

Le chiffre entre parenthèses indique le nombre de vols spatiaux effectués par l'astronaute, STS-101 inclus.

## Paramètres de la mission
- Masse :
  - Navette à vide: 100 369 kg
  - Chargement : 1 801 kg
- Périgée : 332 km
- Apogée : 341 km
- Inclinaison : 51,6°
- Période : 91,0 min

### Amarrage à la station ISS
- Début: 20 mai 2000, 04 h 30 min 45 s UTC
- Fin: 26 mai 2000, 23 h 03 min 00 s UTC
- Temps d'amarrage: 5 jours, 18 heures, 32 minutes, 15 secondes

### Sorties dans l'espace
- Voss et Williams  - EVA 1
- Début de EVA 1 : 22 mai 2000 - 01h48 UTC
- Fin de EVA 1 : 22 mai 2000 - 08h32 UTC
- Durée : 6 heures, 44 minutes

## Objectifs
Mission logistique vers l'ISS.